# غوخان غول
غوخان غول (بالألمانية: Gökhan Gül)‏ هو لاعب كرة قدم ألماني في مركز الدفاع، ولد في 17 يوليو 1998 في كاستروب راوكسل في ألمانيا. لعب مع فورتونا دوسلدورف وفيهين فيسبادن ونادي بوخوم.

## وصلات خارجية
- غوخان غول على موقع الاتحاد الأوربي (الإنجليزية)
- غوخان غول على موقع قاعدة بيانات كرة القدم.إي يو (الإنجليزية)
- غوخان غول على موقع بيانات كرة القدم. دي إي (الألمانية)
- غوخان غول على موقع Soccerway.com (الإنجليزية)
- غوخان غول على موقع عالم كرة القدم.نت (الإنجليزية)